# Teufelschlucht
Koordinaten: 51° 47′ 37″ N, 9° 23′ 37″ O

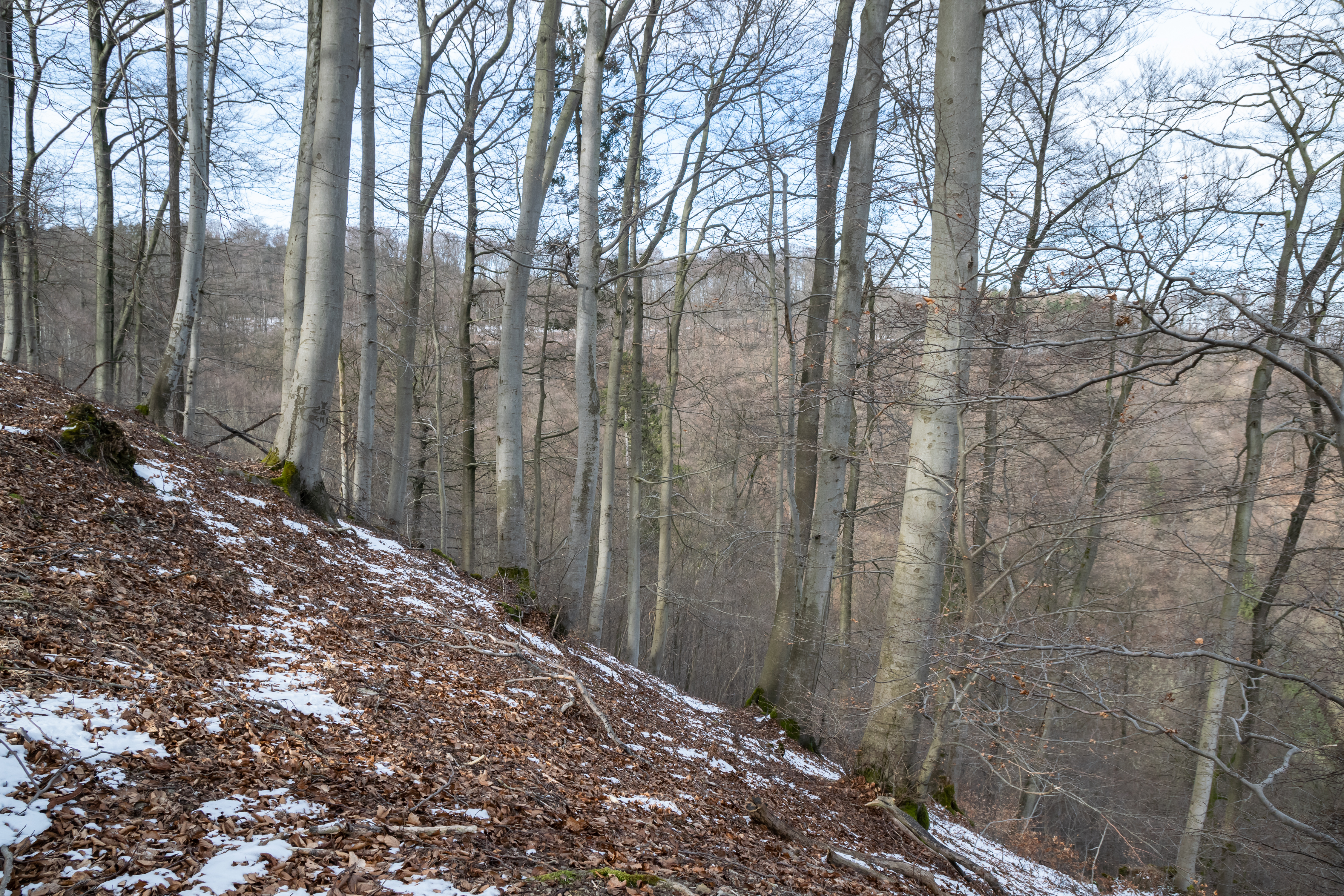
Naturschutzgebiet Teufelschlucht (März 2018)

Das Naturschutzgebiet Teufelschlucht liegt auf dem Gebiet der Stadt Höxter im Kreis Höxter in Nordrhein-Westfalen. 
Das Gebiet erstreckt sich nördlich der Kernstadt Höxter. Am östlichen Rand des Gebietes verläuft die B 64, weiter entfernt östlich fließt die Weser. Nordwestlich des Gebietes erstreckt sich das etwa 40,6 ha große Naturschutzgebiet Räuschenberg. 

## Bedeutung
Das etwa 36 ha große Gebiet mit der Schlüssel-Nummer HX-050 steht seit dem Jahr 1993 unter Naturschutz. Schutzziele sind
- der Erhalt und die Pflege von Blaugrashalden und Elsbeerereichen Waldbeständen als bedeutsame und gefährdete Ökosysteme,
- die Erhaltung naturnaher Waldmeister-Buchenwälder, Orchideen-Kalk-Buchenwälder und Schlucht- und Hangmischwälder,
- die Erhaltung und Wiederherstellung von Labkraut-Eichen-Hainbuchenwäldern,
- die Überführung der Nadelwaldflächen in naturnahe Laubwälder sowie
- der Erhalt der naturnahen Kalkfelsen in besonnter Lage.[2]